# Хабаров городок
Хабаров городок — укреплённая боярская усадьба XVI века на берегу реки Селекши к юго-востоку от села Сима Владимирской области. Принадлежала боярину Хабару Симскому, прославившемуся успешной обороной Нижнего Новгорода от казанских татар в 1505 году и обороной Переяславля-Рязанского от крымских татар в 1521 году.
Городище Хабарова городка расположено на высоком и крутом берегу Селекши и занимает полукруглую площадку размером 73x42 м. Под подсчётам П. А. Раппопорта, укрепления Хабарова городка могли быть возведены за один строительный сезон силами артели из пятнадцати человека. Одной стороной городище примыкает к береговому обрыву, с других сторон его защищают два подковообразных в плане вала — один внутри другого. Перед валами видны сильно оплывшие рвы. Внутренний вал длиной 110 м более высок, около 2 м, а глубина рва перед ним достигает 2,3 м. Размеры внешнего вала длиной 212 м более скромны: высота около 1 м при глубине рва 1,5 м. Пространство между внешним и внутренним валами было предположительно занято хозяйственными постройками и службами, а сам боярский двор находился за вторым, более высоким валом, на котором стоял заполот (так называлась стена из брёвен, врытых вертикально на некотором расстоянии друг от друга и соединённых между собой горизонтально уложенными брёвнами). Боярские хоромы находились, вероятно, непосредственно на речном берегу, примыкая к заполоту. К реке, по-видимому, вёл тайник, оставивший в наше время глубокую борозду. Внутрь Хабарова городка вели двое ворот, расположенных в боковых валах напротив друг друга. Культурный слой составляет всего 0,2 м. Территория Хабарова городка в настоящее время сильно заросла лесом.